# Eupogonius yeiuba
Eupogonius yeiuba es una especie de escarabajo longicornio del género Eupogonius, tribu Desmiphorini, subfamilia Lamiinae. Fue descrita científicamente por Martins & Galileo en 2005.

## Descripción
Mide 4-6,2 milímetros de longitud.

## Distribución
Se distribuye por Bolivia.